# Czwarty Kneset
Czwarty Kneset – czwarta kadencja parlamentu Izraela odbywająca się w latach 1959–1961.
Wybory odbyły się 3 listopada 1959, a pierwsze posiedzenie parlamentu miało miejsce 30 listopada 1959.

## Posłowie
Posłowie wybrani w wyborach:
| Partia                    | Posłowie |
| ------------------------- | --- |
| Mapai                     | Josef Almogi, Zalman Aran, Me’ir Argow, Ammi Asaf, Dawid Bar-Raw-Haj, Mosze Baram, Aharon Becker, Dawid Ben Gurion, Gidon Ben-Jisra’el, Herzl Berger, Menachem Kohen, Jicchak Koren, Mosze Dajan, Amos Degani, Abba Eban, Josef Efrati, Lewi Eszkol, Josef Fischer, Akiwa Gowrin, Jisra’el Guri, Dawid Hakohen, Aszer Chasin, Awraham Herzfeld, Beba Idelson, Jisra’el Kargman, Jona Kese, Channa Lamdan, Pinchas Lawon, Kadisz Luz, Golda Meir, Mordechaj Namir, Dewora Necer, Baruch Azanja, Szimon Peres, Dawid Petel, Pinchas Sapir, Mosze Sardines, Mosze Szaret, Bechor-Szalom Szitrit, Szemu’el Szoresz, Jizhar Smilanski, Rachel Cabari, Żenja Twerski, Jisra’el Jeszajahu, Gijjora Joseftal, Chajjim Josef Cadok, Mordechaj Zar |
| Herut                     | Arje Altman, Binjamin Arditi, Binjamin Awni’el, Jochanan Bader, Menachem Begin, Arje Ben Eli’ezer, Chajjim Kohen-Meguri, Chajjim Landau, Nachum Lewin, Elijjahu Meridor, Ja’akow Meridor, Mordechaj Olmert, Ester Razi’el-Na’or, Szabbetaj Szichman, Josef Szofman, Eli’ezer Szostak, Szimszon Unichman |
| Narodowa Partia Religijna | Szelomo-Jisra’el Ben-Me’ir, Josef Burg, Micha’el Chazani, Aharon-Ja’akow Grinberg, Mordechaj Nurok, Jicchak Refa’el, Towa Sanhedraj, Binjamin Szachor, Chajjim Mosze Szapira, Mosze Unna, Zerach Warhaftig, Faridża Zu’arec |
| Mapam                     | Jisra’el Barzilaj, Mordechaj Bentow, Ja’akow Chazzan, Jusuf Chamis, Ja’akow Riftin, Chanan Rubin, Emma Talmi, Me’ir Ja’ari, Chajjim Jehuda |
| Ogólni Syjoniści          | Zalman Abramow, Perec Bernstein, Ezra Ichilow, Mosze Nissim, Elimelech Rimalt, Josef Sapir, Josef Serlin, Cewi Zimmerman |
| Achdut ha-Awoda           | Jigal Allon, Jisra’el Bar-Jehuda, Jicchak Ben Aharon, Mordechaj Bibi, Mosze Karmel, Jisra’el Galili, Nachum Nir |
| Religijny Front Tory      | Kalman Kahana, Ja’akow Kac, Izaak Meir Lewin, Szelomo Lorincz, Binjamin Minc, Menachem Porusz |
| Partia Progresywna        | Idow Kohen, Jicchak Golan, Jizhar Harari, Szimon Kanowicz, Mosze Kol, Pinchas Rosen |
| Maki                      | Szemu’el Mikunis, Taufik Tubi, Me’ir Wilner |
| Postęp i Rozwój           | Ahmad az-Zahir, Iljas Nachla |
| Współpraca i Braterstwo   | Labib Husajn Abu Rukn, Jusuf Dijab |
| Rolnictwo i Rozwój        | Mahmud an-Naszif |

### Zmiany
Zmiany w trakcie kadencji:
| Następca              | Poprzednik        | Partia          | Data                 |
| --------------------- | ----------------- | --------------- | -------------------- |
| Mosze Sneh            | Me’ir Wilner      | Maki            | 16 grudnia 1959      |
| Aharon Jadlin         | Aharon Becker     | Mapai           | 23 maja 1960         |
| Josef Kusznir         | Chajjim Jehuda    | Mapam           | 10 lipca 1960        |
| Rut Haktin            | Jigal Allon       | Achdut ha-Awoda | 25 października 1960 |
| Awraham Derori        | Szimszon Unichman | Herut           | 21 marca 1961        |
| Szelomo-Ja’akow Gross | Binjamin Minc     | Agudat Israel   | 30 maja 1961         |

## Historia
Najważniejszym wydarzeniem było pojmanie i sąd nad nazistowskim zbrodniarzem wojennym Adolfem Eichmanem. Eichmana wytropił i złapał Mosad w Argentynie, w maju 1960. Jego rozprawa rozpoczęła się w kwietniu 1961 w sądzie okręgowym w Jerozolimie w Izraelu.
W Nowym Jorku odbyło się pierwsze spotkanie między premierem Dawidem Ben Gurionem i niemieckim kanclerzem Konradem Adenauerem. Doprowadziło to w Izraelu do masowego ruchu protestów przeciwko rządowi.

### Dziewiąty rząd(1959–1961)
Dziewiąty rząd został sformowany przez Dawida Ben Guriona w dniu 17 grudnia 1959.
Premier ustąpił 31 stycznia 1961, w związku z oskarżeniem rządu i premiera o związek z wykrytą w 1954 w Egipcie aferą szpiegowską.